# Romain Habran
Romain Habran (sinh 14 tháng 6 năm 1994) là một cầu thủ bóng đá Pháp thi đấu ở vị trí tiền vệ cho Royal Antwerp.

## Sự nghiệp câu lạc bộ
Habran gia nhập FC Sochaux-Montbéliard năm 2014, mượn từ Paris Saint-Germain. Anh ra mắt tại Ligue 2 tại vòng đầu tiên mùa giải 2014-15 trước US Orléans.
Một năm sau, anh được mượn trở lại đến Ligue 2, gia nhập Stade Lavallois. Anh có 26 lần ra sân cho câu lạc bộ.

## Thống kê sự nghiệp
Tính đến trận đấu diễn ra ngày 20 tháng 12 năm 2017
| Câu lạc bộ             | Mùa giải            | Giải vô địch        | Giải vô địch | Giải vô địch | Cúp quốc gia | Cúp quốc gia | Cúp Liên đoàn | Cúp Liên đoàn | Khác | Khác      | Tổng | Tổng      |
| Câu lạc bộ             | Mùa giải            | Hạng đấu            | Trận         | Bàn thắng    | Trận         | Bàn thắng    | Trận          | Bàn thắng     | Trận | Bàn thắng | Trận | Bàn thắng |
| ---------------------- | ------------------- | ------------------- | ------------ | ------------ | ------------ | ------------ | ------------- | ------------- | ---- | --------- | ---- | --------- |
| Paris Saint-Germain II | 2011–12             | CFA                 | 1            | 0            | —            | —            | —             | —             | —    | —         | 1    | 0         |
| Paris Saint-Germain II | 2012–13             | CFA                 | 22           | 4            | —            | —            | —             | —             | —    | —         | 22   | 4         |
| Paris Saint-Germain II | 2016–17             | CFA                 | 9            | 2            | —            | —            | —             | —             | —    | —         | 9    | 2         |
| Paris Saint-Germain II | 2017–18             | National 2          | 2            | 0            | —            | —            | —             | —             | —    | —         | 2    | 0         |
| Paris Saint-Germain II | Tổng                | Tổng                | 34           | 6            | —            | —            | —             | —             | —    | —         | 34   | 6         |
| Sochaux (mượn)         | 2014–15             | Ligue 2             | 23           | 2            | 0            | 0            | 1             | 0             | —    | —         | 24   | 2         |
| Sochaux II (mượn)      | 2014–15             | CFA                 | 2            | 0            | —            | —            | —             | —             | —    | —         | 2    | 0         |
| Laval (mượn)           | 2015–16             | Ligue 2             | 26           | 0            | 2            | 0            | 2             | 0             | —    | —         | 30   | 0         |
| Laval II (mượn)        | 2015–16             | CFA 2               | 3            | 1            | —            | —            | —             | —             | —    | —         | 3    | 1         |
| Boulogne (mượn)        | 2016–17             | National            | 13           | 1            | 0            | 0            | 0             | 0             | —    | —         | 13   | 1         |
| Antwerp                | 2017–18             | First Division A    | 0            | 0            | 0            | 0            | —             | —             | 0    | 0         | 0    | 0         |
| Tổng cộng sự nghiệp    | Tổng cộng sự nghiệp | Tổng cộng sự nghiệp | 101          | 10           | 2            | 0            | 3             | 0             | 0    | 0         | 106  | 10        |